# Давила Эспиноса, Карлос
Карлос Грегорио Да́вила Эспино́са (исп. Carlos Gregorio Dávila Espinoza; 15 сентября 1887 года, Лос-Анхелес, Чили — 19 октября 1955, Вашингтон, США) — чилийский государственный и политический деятель, дипломат и журналист. Во время Социалистической Республики Чили в 1932 году руководил страной как председатель Правительственной хунты почти 19 дней, а затем как временный президент ещё почти 2 месяца. Генеральный секретарь Организации американских государств (ОАГ) с 1954 года до своей смерти в следующем году.

## Биография
Карлос Давила учился в школах в Лос-Анхелесе и Консепсьоне. В 1911 году начал изучать право в Чилийском университете. В том же году он взял на себя обязанности по связям с общественностью Радикальной партии, членом которой был с юности. Ещё не получив высшего образования, Давила начал работать в редакции уважаемой ежедневной газеты «Меркурио» (El Mercurio) в 1912—1916 годах.
В 1917 году Карлос Давила основал собственную ежедневную газету «Насьон» (La Nación), в которой проработал следующее десятилетие. С 1927 по 1931 год Давила был чилийским послом в Соединённых Штатах при президенте Карлосе Ибаньесе дель Кампо, рьяным сторонником которого тогда был. Будучи дипломатом в Вашингтоне, Карлос окончил юридическое образование и получил почётную степень доктора юридических наук от Колумбийского университета и Университета Южной Калифорнии в Лос-Анджелесе. В 1931—1932 годах основал чилийский журнал «Ой» (Hoy).

### Социалистическая республика и президентство
После отставки Карлоса Ибаньеса дель Кампо его на посту президента сменил Хуан Эстебан Монтеро Родригес. Умеренный социалист Давила был одним из активных участников и лидеров военного переворота 4 июня 1932 года. Правительственная хунта, к которой принадлежал Давила, провозгласила Социалистическую Республику Чили, которая просуществовала всего двенадцать дней. Сама же хунта управляла Чили с 4 июня по 8 июля 1932 года, причём Давила занимал пост председателя (президента) Правительственной хунты с 16 июня, когда совершил новый переворот.
В июне 1932 года он оказался в руководстве армейского гарнизона Сантьяго. Мармадуке Грове и другие руководители социалистической республики были сосланы на остров Пасхи, тогда как Карлос Давила 8 июля распустил Правительственную хунту, провозгласил себя единоличным «Временным президентом Чили». Приняв власть в этом качестве, он сформировал новое правительство с умеренными демократами и радикалами (по определению преданных им недавних соратников, реакционное), а также назначил новые выборы в Конгресс. Он занимал пост временного президента Чили до 13 сентября 1932, став одним из шести человек в течение того года, руководивших страной в качестве президента Чили или председателя Правительственной хунты.
Оставаясь в должности в течение почти 100 дней, Давила развернул террор и из-за своей репрессивной линии разошёлся не только с отстранёнными им левыми, но и либеральным коллегой Альберто Каберо. Вместе с тем, Давила продолжал выступать за государственный контроль над производством, заработной платой и ценами. Такая политика плановой экономики вызывала недовольство либерально-консервативных кругов, и в сентябре произошёл очередной переворот, после которого Карлос Давила лишился должности. Власть на время взял его министр внутренних дел, генерал чилийской армии Бартоломе Бланче Эспехо. В октябре на президентских выборах новым президентом избрали Артуро Алессандри.

### Деятельность после 1933 года

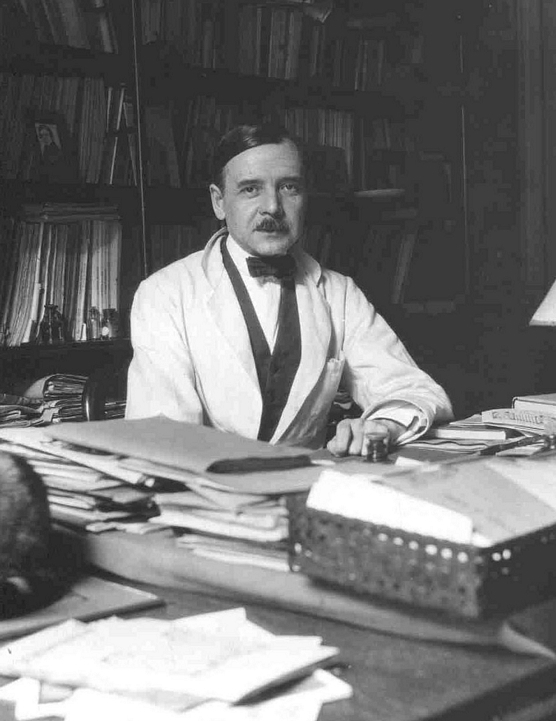
Давила Эспиноса

В 1933 году Давила вернулся в США до 1938 года. Он был приглашённым профессором международного права в Университете Северной Каролины в Чапел-Хилле под эгидой Фонда Карнеги, работал корреспондентом нескольких южноамериканских газет, с самого основания сотрудничал с Editors Press Service и в итоге отошёл от политической жизни. В 1941 году он получил от Колумбийского университета премию Марии Мурс Кабот за выдающийся журналистский вклад в служение Америке.
В 1940 году Карлос Давила представлял свою страну на Американской экономической конференции и в Межамериканском финансово-экономическом консультативном комитете. В том же году он стал автором «плана Давилы», по которому была создана Межамериканская комиссия по развитию, которая впоследствии стала Межамериканским советом по комплексному развитию в рамках Организации американских государств, когда та была создана в 1948 году.
Давила входил в состав Совета по оказанию помощи и восстановлению с 1943 по 1946 год, когда Организация Объединённых Наций назначила его в свой Экономический и Социальный Совет. Плодовитый писатель, Давила выступил автором опубликованной в 1949 году книги «Мы из Америки» (Nosotros los de América) и оставил множество аналитических исследований по политике и экономике в ведущих американских изданиях. Он выступал за сотрудничество с США и привлечение американского капитала в экономику Чили.
В 1952 году экс-диктатор Ибаньес был переизбран президентом. В 1953—1954 годах Давила занял должность редактора (директора) «Насьон» уже в качестве правительственной газеты. Внеся заметный вклад в создание ОАГ, в июне 1954 года Давила был избран генеральным секретарём Организации американских государств. На этом посту и умер 19 октября 1955 года в Вашингтоне.